# Dohrniphora nepalensis
Dohrniphora nepalensis är en tvåvingeart som beskrevs av Borgmeier 1961. Dohrniphora nepalensis ingår i släktet Dohrniphora och familjen puckelflugor.
Artens utbredningsområde är Nepal. Inga underarter finns listade i Catalogue of Life.